# X-Static (gruppo musicale)
X-Static fu un gruppo musicale dance italiano (J. Diggs, Stecca, G. Visnadi) che ottenne successo a cavallo tra il 1995 e il 1996. Il primo singolo (ideato dal grandissimo Paolo Garoli)  di successo pubblicato dal progetto è I'm Standing ricantato dall'esplosiva DJ Cristina Dori di Radio Company (Pd)  che subito dalla sua uscita (Luglio 1994) si rivela un successo da discoteca. Ma è grazie alla traccia Move Me Up, in collaborazione con Long Leg, che questo progetto ottiene ottimi risultati anche in Italia. Programmata dalle radio specializzate, Move Me Up raggiunge immediatamente le prime dieci posizioni della classifica Italiana nell'inverno '96 (N.7), divenendo molto programmata nelle discoteche del periodo.
Moltissimi brani del gruppo sono state inserite in numerose compilation dance.